# Malmö Arena
Die Malmö Arena ist eine Multifunktionsarena in der schwedischen Stadt Malmö, Provinz Skåne län. Sie ist auch als Hyllie Arena, nach dem Stadtteil Hyllievång, bekannt.

## Geschichte
Die Bauarbeiten begannen am 10. Januar 2007, eröffnet wurde die Malmö Arena schließlich am 6. November 2008. Der Hauptnutzer der Arena ist die Eishockeymannschaft der Malmö Redhawks aus der Svenska Hockeyligan, der höchsten schwedischen Eishockey-Liga. Zuvor spielten die Redhawks im Malmö Isstadion. Bei Eishockeyspielen und anderen Sportereignissen beträgt die Kapazität der Arena 12.500 Zuschauer, bei Konzerten finden bis zu 15.500 Besucher in der Halle Platz.
Die Halle war Austragungsort der Finalspiele der Handball-Weltmeisterschaft der Herren 2011. Die Finalspiele der Svenska Superligan 2010/11, der schwedischen Meisterschaft im Unihockey, wurden am 16. April 2011 zum ersten Mal in der Malmö Arena ausgetragen.
Seit 2009 findet jährlich ein Semi-Final des Melodifestivalen, dem schwedischen Vorentscheid zum Eurovision Song Contest, in dieser Arena statt. Im Mai 2013 war die Malmö Arena Austragungsort des Eurovision Song Contest. Malmö hatte sich vor allem auf Grund der gut ausgebauten Infrastruktur gegen die als zu groß und zu teuer betrachtete Friends Arena in Solna durchgesetzt. Die Arena wollte sich 2016 erneut für den Eurovision Song Contest bewerben, tat dies aber doch nicht, da sie im April und Mai 2016 bereits voll gebucht war. Am 7. Juli 2023 wurde bekanntgegeben, dass der Eurovision Song Contest 2024 in der Arena stattfinden soll, nachdem Loreen im Vorjahr in Liverpool gewinnen konnte.

## Konzerte (Auswahl)
Neben dem Sport wird die Halle als Konzertarena genutzt.
- 2008: Erika Sunnegårdh, Robyn, Sanna Nielsen, Fredrik Lycke, Jill Johnson, Andreas Johnson
- 2009: Testament, Megadeth, Judas Priest, Bob Dylan, Jean Michel Jarre, Cliff Richard & The Shadows, Killswitch Engage, In Flames, Dead by April, Eddie Izzard
- 2010: Nitzer Ebb, Depeche Mode, Rammstein, Combichrist, Kent, Eric Clapton & Steve Winwood, Leonard Cohen, Volbeat, The Kandidate, Björn Skifs, Semi Precious Weapons, Lady Gaga, Elton John
- 2011: Rush, Britney Spears, Brit Floyd, Mark Knopfler, Bob Dylan, Roxette
- 2012: Dynazty, NKOTBSB, A Friend in London, Jay-Z & Kanye West, Andrea Bocelli, Måns Zelmerlöw, John Miles, Il Novecento, Tony Henry, Sarah Dawn Finer, Anastacia, Lionel Richie
- 2013: Louis XIV, The Killers, Loreen, Anouk, Mark Knopfler, Lars Winnerbäck, Depeche Mode, Big Deal
- 2014: Könsförrädare, Vengaboys, Solid Base, Snap!, Scooter, Katrina and the Waves, David Hasselhoff, Samantha Fox, Dr. Bombay, Alice DeeJay, Alvaro Estrella
- 2015: Peter Johansson, Måns Zelmerlöw, Timbuktu, Ola Salo, Lena Philipsson, Petter, Miss Li, Jill Johnson, Darin, Hasse Andersson
- 2016: Krista Siegfrids, Molly Pettersson Hammar, Charlotte Perrelli, David Lindgren, Patrik Isaksson, Isa, Dixie Chicks, Augustana, André Rieu, Rod Stewart, Rihanna

## Galerie

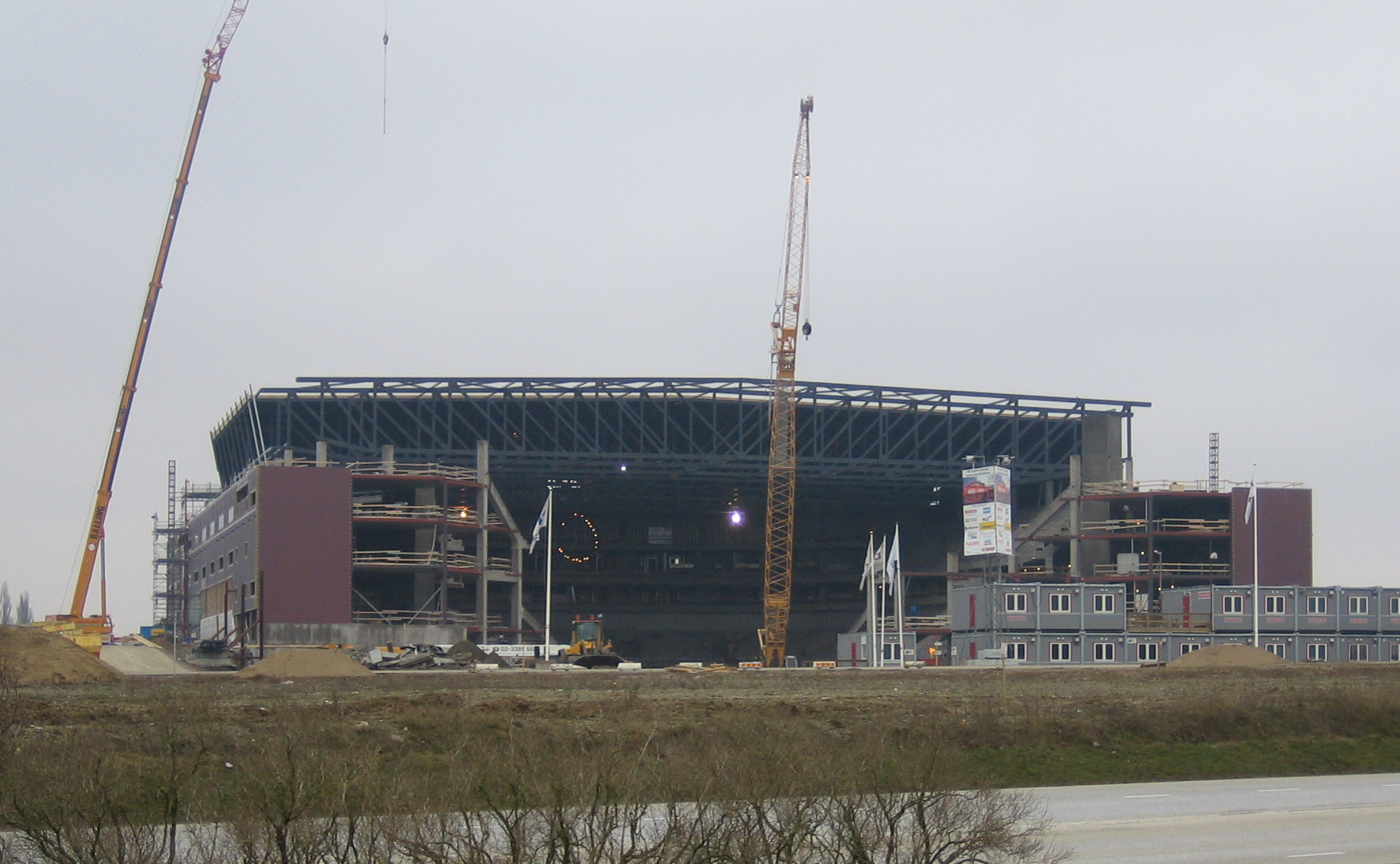
Bauzustand Dezember 2007
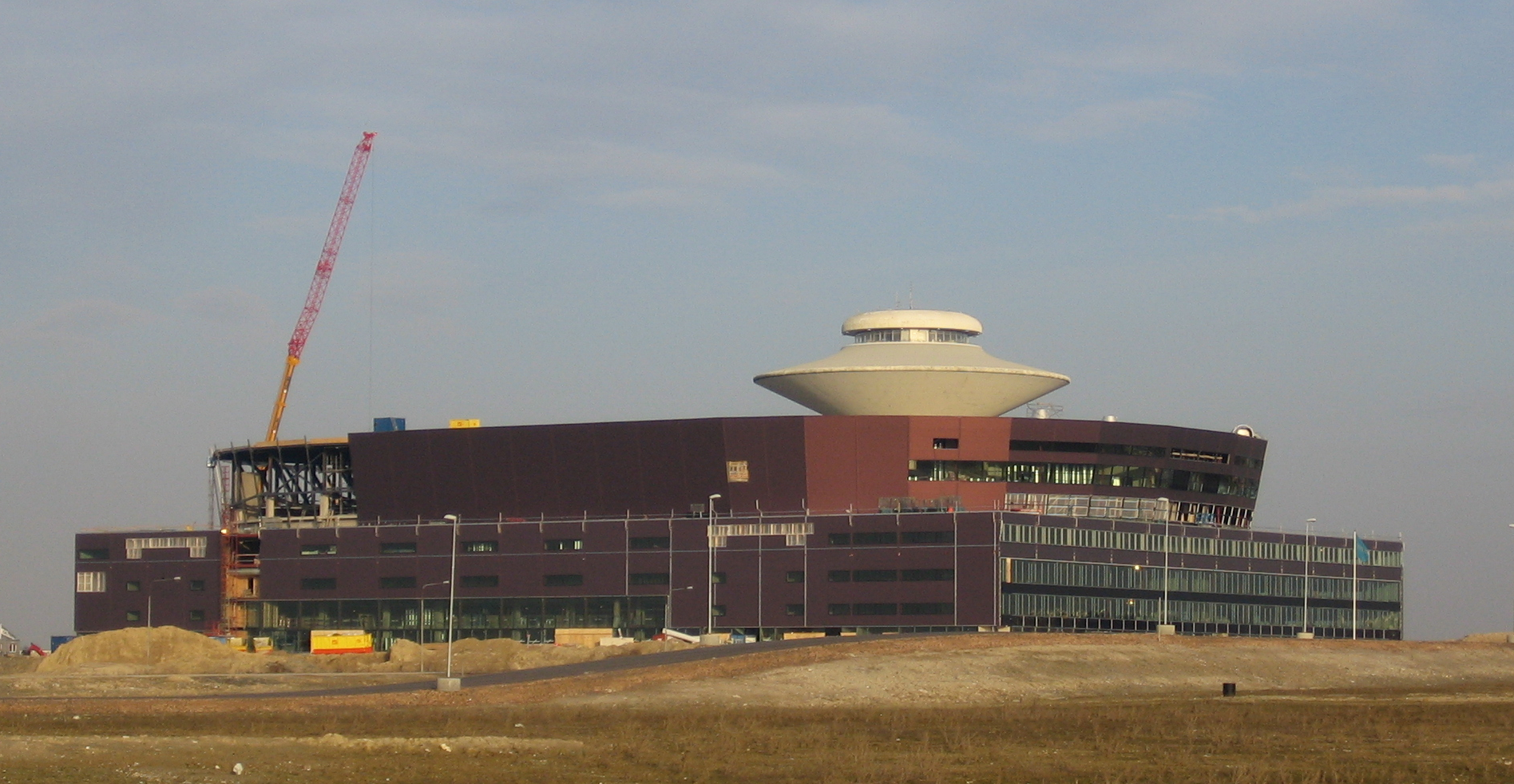
Bauzustand Februar 2008
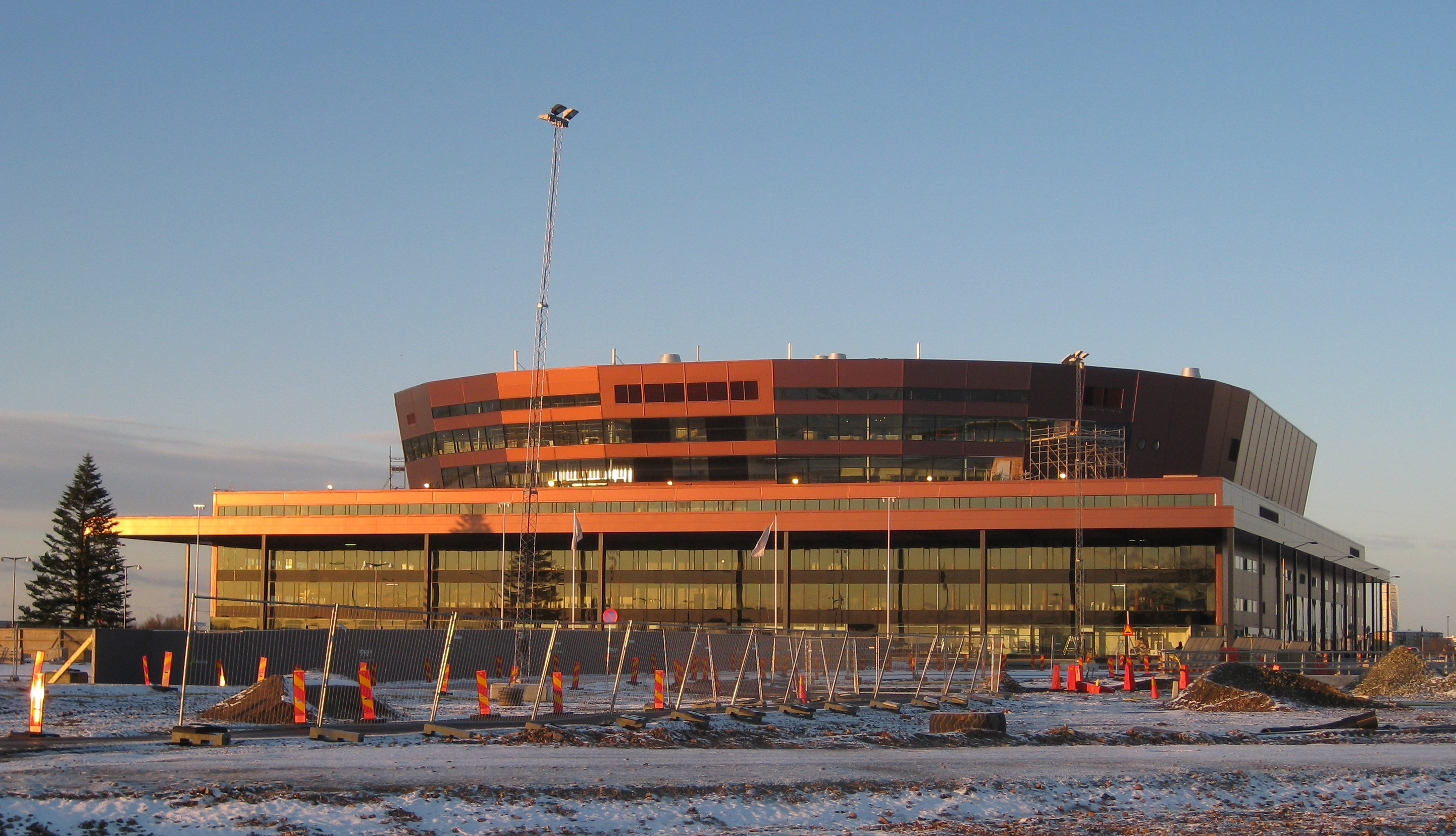
Die Malmö Arena im November 2008
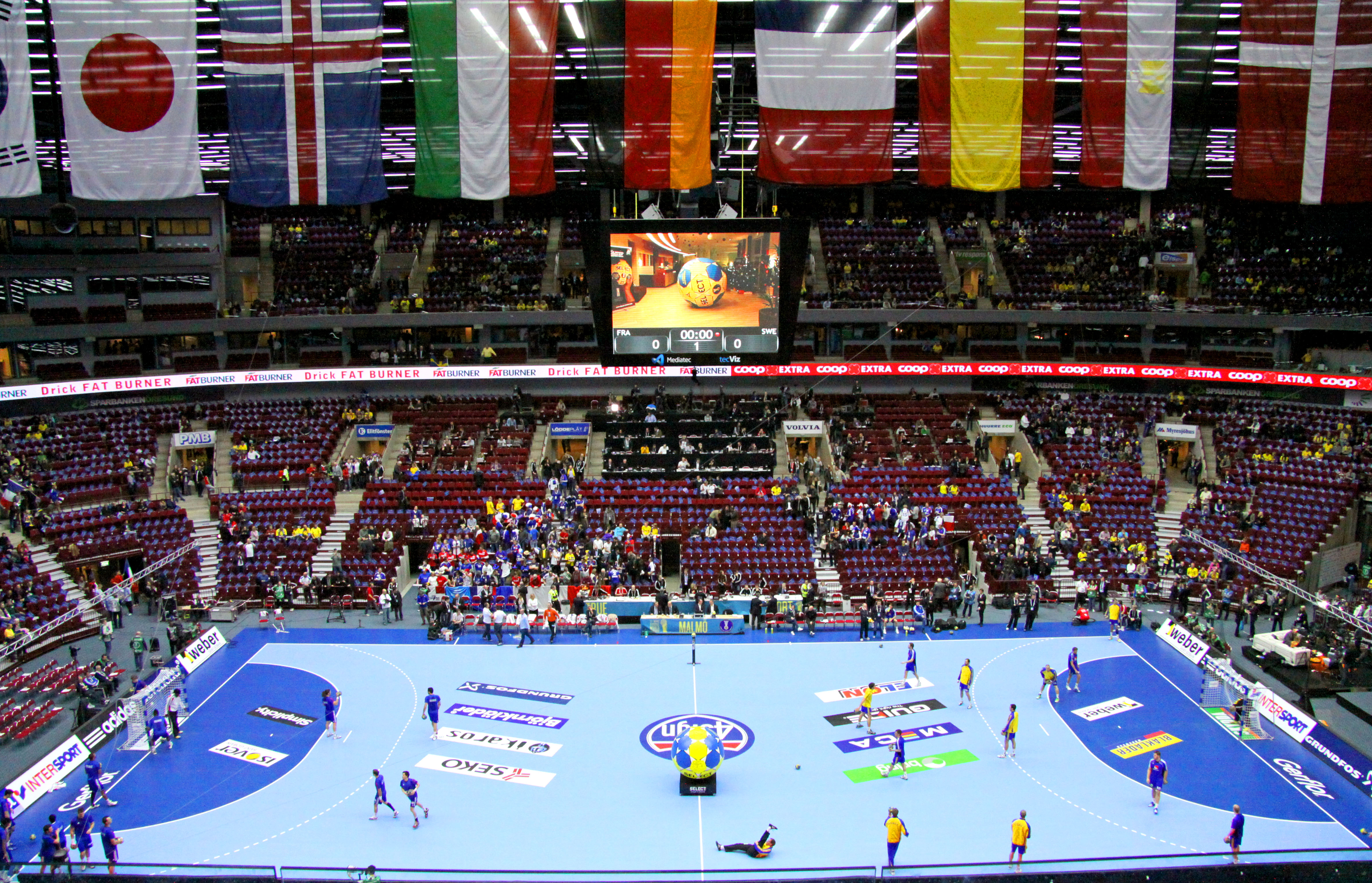
Die Arena während der Handball-Weltmeisterschaft der Herren 2011
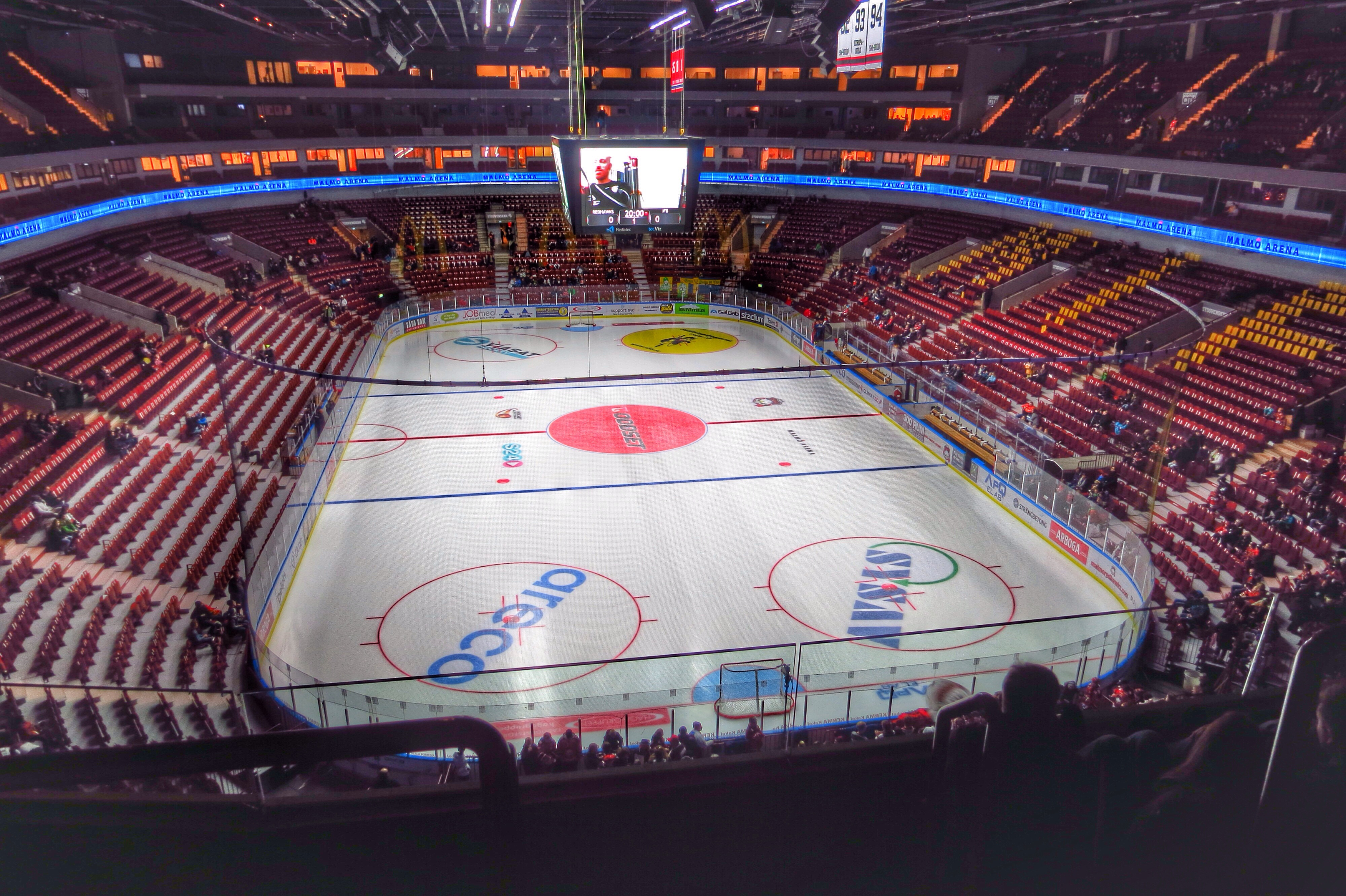
Innenansicht mit Eisfläche (Januar 2014)
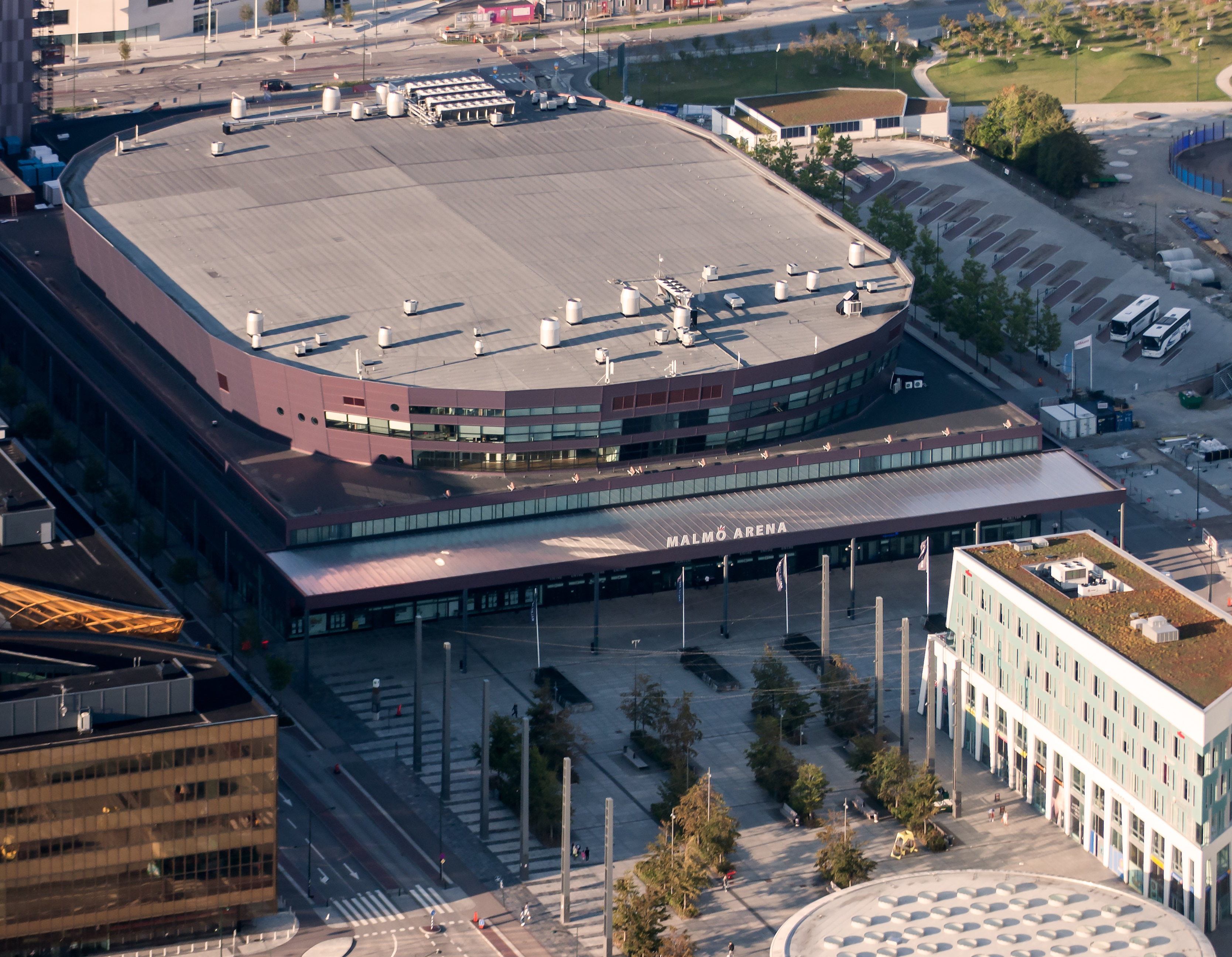
Luftbild vom September 2014